# Râle bleuâtre
Rallus caerulescens
Espèce
Statut de conservation UICN

 LC  : Préoccupation mineure
Le Râle bleuâtre (Rallus caerulescens) est une espèce d'oiseaux de la famille des Rallidae.

## Répartition
Son aire s'étend à travers l'Est et le Sud de l'Afrique, de l'Éthiopie jusqu'à l'Afrique du Sud.